# Nicolás Méndez
Nicolás Marcelo Méndez (Buenos Aires, 2 de novembro de 1992) é um jogador de voleibol argentino que atua na posição de ponteiro.

## Carreira
Ele filho do técnico Marcelo Méndez, enquanto ele treinava o Club Voleibol Pòrtol. Iniciou a carreira profissional neste no período de 2008-09, depois atua pelo Club Atlético River Plate no período de 2009-10, posteriormente pelo Drean Bolívar nas competições de 2010-11.
Em 2010 sagrou-se medalhista de prata nos Jogos Olímpicos da Juventude em Singapura, já em 2011 defendeu  a seleção juvenil no Mundial Sub-21, com a camisa#17, torneio realizado no Rio de Janeiro e Niterói.
Foi contratado pelo MSM Bella Vista na temporada 2011-12; já em 2012-13 atuou pelo UNTreF Vóley, transferiu-se para o voleibol francês em 2014-15, atuando pelo Arago de Sète, retornando em 2017-18.
Em 2018-19 atuou pelo GFC Ajaccio Volley-Ball e em 2019-20 pelo Montpellier UC. Estreou na seleção principal na Liga das Nações de 2019 em Rimini onde ficou na 7ª colocação. No ano de 2021 assinou contrato com o Paris Volley e conquistou a medalha de bronze nos Jogos Olímpicos de Tóquio.